# Kyle Turner

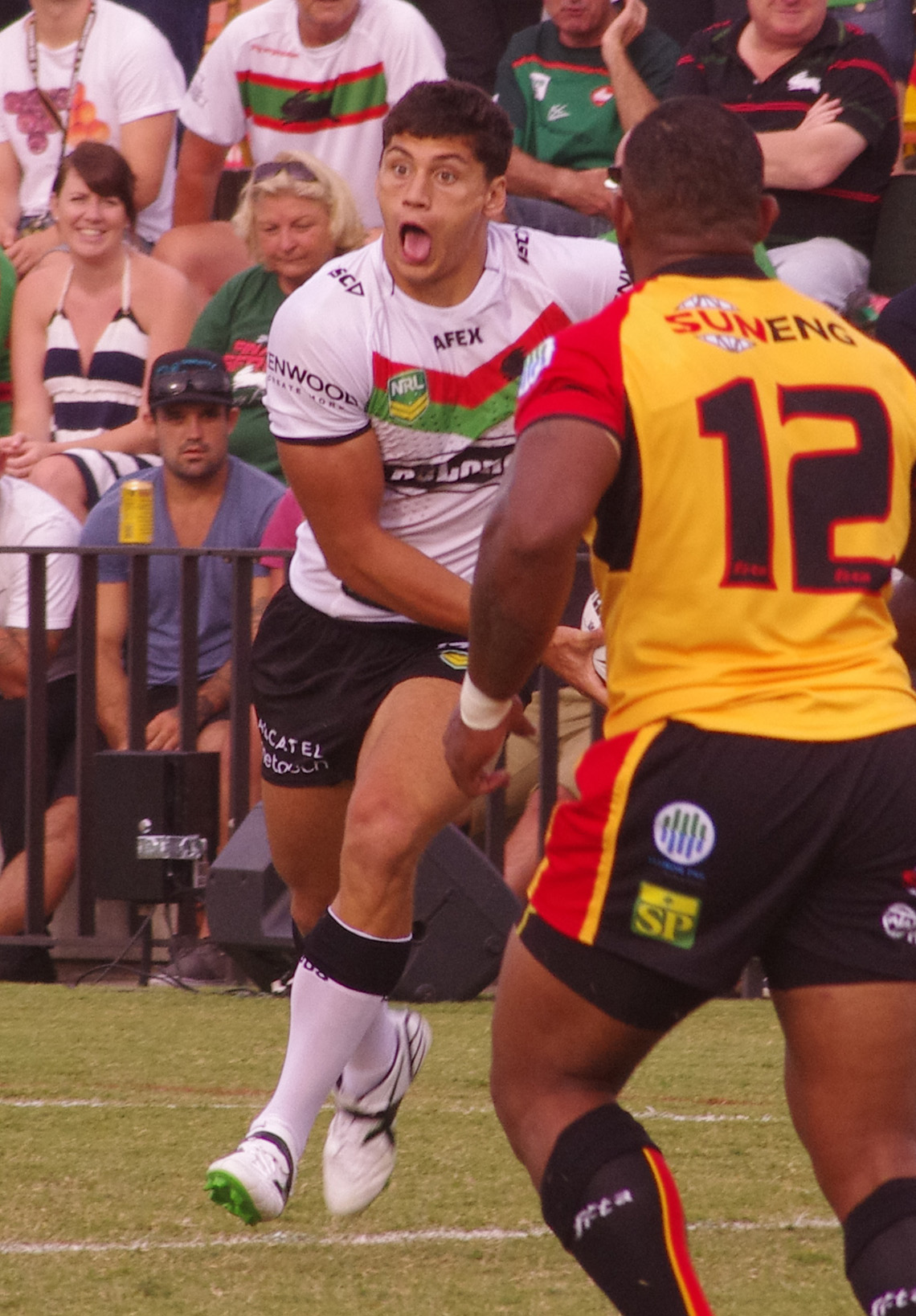
Turner en 2013

Kyle Turner (Sídney, Australia, 20 de febrero de 1992-Coonabarabran, Australia, 18 de agosto de 2023) fue un jugador de rugby australiano que jugó en las posiciones de delantero, lock y centro.

## Carrera

### Equipo
Jugó toda su carrera a nivel de equipo profesional con los South Sydney Rabbitohs de 2014 a 2019, con los que disputó 91 partidos, anotó 13 tries y consiguió 52 puntos; fue campeón en su año de debut en 2014 y otros ocho títulos.

### Representativos
Jugó un partido con las Estrellas Indígenas en el Juego de las Estrellas de la NRL de 2015, y con el equipo de Nueva Gales del Sur en 2017.

## Logros
- National Rugby League (1): 2014
- NRL Charity Shield (6): 2014, 2015, 2016, 2017, 2018, 2019
- World Cup Challenge (1): 2015
- NRL Nines (1): 2015